# Trichrom Gomoriego
Trichrom Gomoriego – metoda barwienia tkanki łącznej, znajdująca zastosowanie m.in. w ocenie patologii mięśni. W metodzie tej stosuje się hematoksylinę i roztwór zawierający chromotrop 2R i jasnozielony barwnik lub błękit anilinowy.
W metodzie tej włókna mięśniowe barwią się na czerwono, kolagen na zielono lub niebiesko, jeśli użyto błękitu anilinowego, a jądra komórkowe są czarne lub niebieskie.
Metodę opisał George Gömöri.